# Michaił Godow
Michaił Prokofjewicz Godow (ros. Михаил Прокофьевич Годов, ur. 1896 w Adampolu, zm. ?) – radziecki polityk i wojskowy.

## Życiorys
Od 1918 do 1921 służył w Armii Czerwonej, w 1919 został członkiem RKP(b). Od 1938 do stycznia 1940 był p.o. przewodniczącego, następnie do lipca 1945 przewodniczącym Komitetu Wykonawczego Winnickiej Rady Obwodowej, jednocześnie od momentu ataku Niemiec na ZSRR w 1941 ponownie służył w Armii Czerwonej, m.in. jako pełnomocnik grupy operacyjnej Rady Wojennej Frontu Woroneskiego w stopniu komisarza batalionowego (od 1943). 7 lutego 1939 został odznaczony Orderem Czerwonego Sztandaru Pracy.